# Альваро Мартін
Альваро Мартін Уріоль (ісп. Álvaro Martín Uriol; нар. 18 червня 1994) — іспанський легкоатлет, який спеціалізується в спортивній ходьбі.

## Спортивні досягнення
Бронзовий олімпійський призер з ходьби на 20 км (2024). Посів 22-е місце у олімпійському заході на 20 км на Іграх-2021. На Іграх-2012 також брав участь у змаганнях на цій дистанції, проте не зміг фінішувати.
Чемпіон світу з ходьби на 20 та 35 км (2023).
Переможець в командному заліку та срібний призер в індивідуальному заліку командного чемпіонату світу з ходьби на дистанції 35 км (2022). Бронзовий призер в індивідуальному заліку командного чемпіонату світу з ходьби на дистанції 20 км (2016). Бронзовий призер командного чемпіонату світу з ходьби у марафонській естафеті (2024).
Дворазовий чемпіон Європи з ходьби на 20 км (2018, 2022).
Багаторазовий переможець та призер кубків та командних чемпіонатів Європи з ходьби.
Призер чемпіонатів Європи серед молоді у ходьбі на 20 км (2015) та серед юніорів у ходьбі на 10000 м (2013).
Багаторазовий чемпіон Іспанії з дисциплін спортивної ходьби.